# G.V. Desani
Govindas Vishnoodas Desani född 8 juli 1909 i Nairobi, död 15 november 2000 i Fort Worth, var en indisk författare.
Govinda var bland annat korrespondent och nyhetsuppläsare för BBC i England. Senare lärde han sig och praktiserade yoga i Indien och Japan. Vid slutet av 1960-talet verkade han som professor i österländsk filosofi vid University of Texas och blev amerikansk medborgare 1979.